# Lasers de San José
 (décembre 2023).
Si vous disposez d'ouvrages ou d'articles de référence ou si vous connaissez des sites web de qualité traitant du thème abordé ici, merci de compléter l'article en donnant les références utiles à sa vérifiabilité et en les liant à la section « Notes et références ».
Les Lasers de San José (en anglais : San Jose Lasers) étaient un club franchisé de américain de basket-ball féminin. La franchise, basée à San José (Californie), a appartenu à la American Basketball League et a disparu en même temps que la ligue le 22 décembre 1998.

## Palmarès
néant

## Joueuses célèbres ou marquantes
- Jennifer Azzi
- Katryna Gaither